# Comun General de Fascia

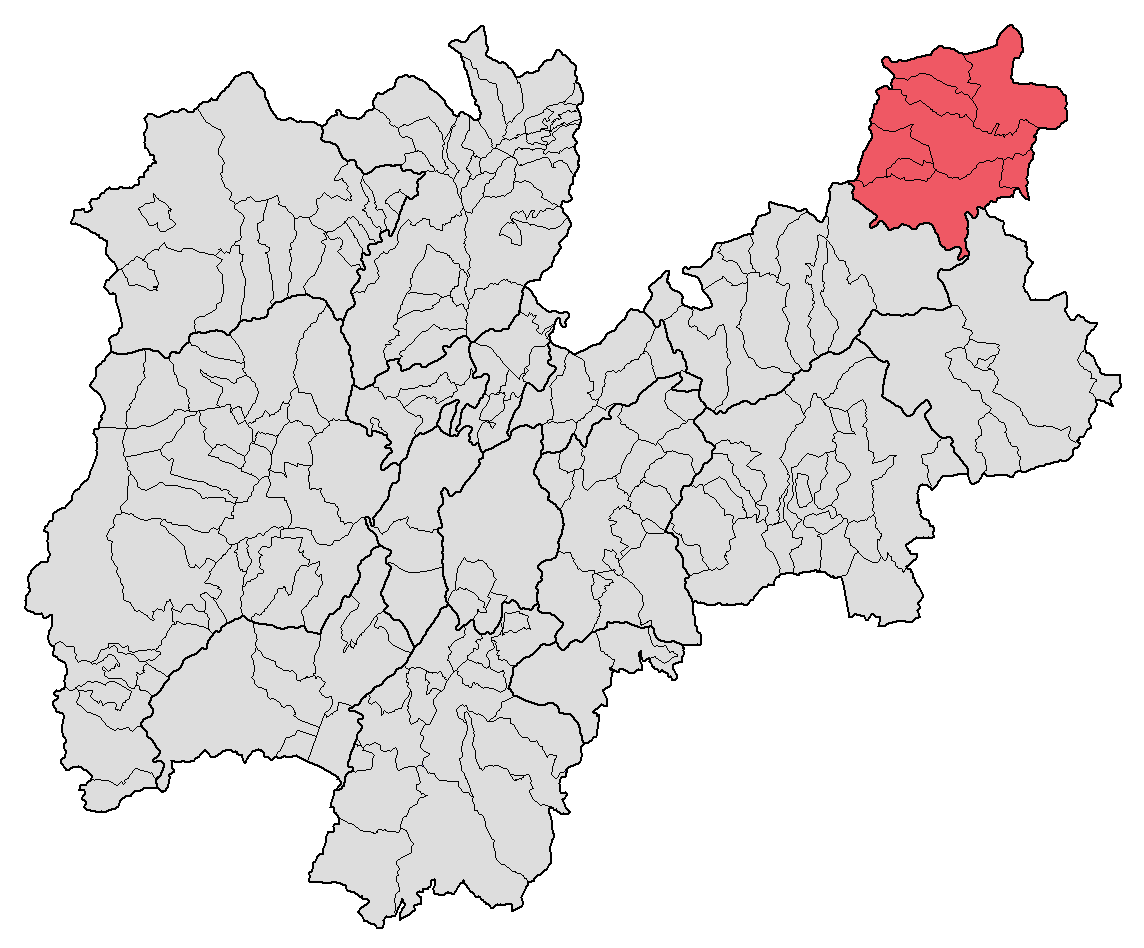
Lage der Comun General de Fascia in der Autonomen Provinz Trient

Der Comun General de Fascia (offiziell in Ladinisch Comunità della Val di Fassa, auf Deutsch Gemeinschaft des Fassatals) ist eine territoriale Körperschaft, die durch Artikel 8 des Verfassungsrechts vom 4. Dezember 2017, Nr. 1, anerkannt wurde. Diese Änderung des Artikels 102 der Autonomiestatuten der Region Trentino-Südtirol verlieh dem Comun General de Fascia die rechtliche Anerkennung als autonomer territorialer Verband.
Der Comun umfasst 6 Gemeinden im Fassatal und hat eine besondere Bedeutung für den Schutz und die Förderung der ladinischen Minderheit. Seine Funktionen und Rechte sind in der Provinzgesetzgebung von Trentino festgelegt. Als „überkommunale Körperschaft“ kann er von der Region und der Provinz administrative Aufgaben übertragen bekommen, die der Förderung der ladinischen Kultur und Sprache dienen.
Der Sitz der Institution befindet sich in San Giovanni di Fassa und die Organisation umfasst verschiedene politische Gremien, darunter der Procurador (Präsident) und der Consei General (Generalrat).
Die Region und ihre Kommunen tragen zur Förderung der ladinischen Kultur bei, indem sie auf verschiedene Verwaltungsfunktionen Bezug nehmen, die das ladinische Erbe und die Sprache bewahren. Die ladinische Sprache wird von etwa 58,4 % der Bevölkerung verstanden und ist ein wichtiges Element der kulturellen Identität.
Die Institution trägt auch ein besonderes Symbol, das offizielle Wappen und eine Flagge mit sieben Farben, die das einzigartige Erbe der ladinischen Gemeinschaft darstellen.